# Protanaostigma sybiliae
Protanaostigma sybiliae är en stekelart som beskrevs av Boucek 1988. Protanaostigma sybiliae ingår i släktet Protanaostigma och familjen Tanaostigmatidae. Inga underarter finns listade i Catalogue of Life.